# Cholbon
Cholbon (russisch Холбо́н) ist eine Siedlung städtischen Typs in der Region Transbaikalien in Russland mit 2611 Einwohnern (Stand 14. Oktober 2010).

## Geographie
Der Ort liegt etwa 190 km Luftlinie östlich der Regionshauptstadt Tschita am linken Ufer eines linken Nebenarms der Schilka, nördlich des Borschtschowotschnygebirges.
Cholbon gehört zum Rajon Schilkinski und befindet sich etwa 15 km ostnordöstlich von dessen Verwaltungszentrum Schilka. Die Siedlung ist Sitz der Stadtgemeinde Cholbonskoje gorodskoje posselenije, zu der außerdem die Siedlung städtischen Typs Arbagar (5 km nordöstlich) gehört.

## Geschichte
Der Ort entstand im 19. Jahrhundert als Poststation mit Namen Cholbon-Baigul. Nachdem die Transsibirische Eisenbahn vorbeigeführt worden war, wurde dort 1903 die Station Cholbon eröffnet und 1905–1908 mit dem Abbau eines 1887 entdeckten Kohlevorkommens bei Cholbon und dem benachbarten Arbagar begonnen. Ab 1931 wurde auf deren Grundlage ein Wärmekraftwerk errichtet und 1933 mit einer anfänglichen Leistung von 1 MW errichtet, später gesteigert bis auf 32 MW. Seit 1938 besitzt Cholbon den Status einer Siedlung städtischen Typs. Das Kraftwerk wurde nach Inbetriebnahme größerer Kraftwerke in der Region 1973 stillgelegt.

### Bevölkerungsentwicklung
| Jahr | Einwohner |
| ---- | --------- |
| 1939 | 7459      |
| 1959 | 3965      |
| 1970 | 3141      |
| 1979 | 2654      |
| 1989 | 2541      |
| 2002 | 2035      |
| 2010 | 2611      |

Anmerkung: Volkszählungsdaten

## Verkehr
Cholbon liegt an der auf diesem Abschnitt 1988 elektrifizierten Transsibirischen Eisenbahn (Streckenkilometer 6459 ab Moskau). Nördlich wird die Siedlung von der Regionalstraße 76A-008 (früher auf diesem Abschnitt R426) umgangen, die von Mogoitui über Schilka kommend weiter über Nertschinsk und Sretensk nach Nertschinski Sawod und Olotschi an der Grenze zur Volksrepublik China führt.